# Ульенкова, Ульяна Васильевна
Улья́на Васи́льевна Ульенко́ва (5 ноября 1929, с. Салган, Нижегородский край — 21 июля 2013, Нижний Новгород, Российская Федерация) — советский, российский психолог, доктор психологических наук (1984), профессор; Заслуженный деятель науки Российской Федерации, создатель оригинальной научной концепции изучения, обучения и воспитания детей с задержкой психического развития.

## Биография
В 1951 году с дипломом с отличием окончила дошкольное отделение педагогического факультета Горьковского педагогического института, в 1954 г. — аспирантуру по психологии того же института.
В 1955—1959 годах работала старшим преподавателем, заведующей кафедрой педагогики и психологии Тобольского педагогического института. С 1959 года преподаёт в Горьковском педагогическом институте; заведовала кафедрами общей психологии (1981—1988), детской психологии (1988—1999). В последние годы жизни — профессор кафедры возрастной и педагогической психологии; читала курсы «Детская психология», «Возрастная и педагогическая психология», «Специальная психология», «Психология человека», «Детская практическая психология», «Психодиагностика», «Психотерапия» и др.
Одновременно в 1991—2011 годах была председателем диссертационного совета.

## Научная деятельность
В 1954 г. защитила кандидатскую, в 1984 г. — докторскую диссертацию. С 1984 года руководит аспирантурой, с 2002 года — и докторантурой по специальностям 19.00.07 — педагогическая психология и 19.00.10 — коррекционная психология.
Тема докторской диссертации — «Психологические особенности дошкольников с задержкой психического развития и коррекционно-педагогическая работа с ними».
Известна как создатель оригинальной научной концепции изучения, обучения и воспитания детей с задержкой психического развития в комплексе «дошкольное учреждение — школа»; впервые разработала теоретические и экспериментальные подходы к решению проблемы психологической диагностики и психолого-педагогической коррекции развития дошкольников с задержкой психического развития. Обосновала содержание и методы программы коррекционно-развивающей работы в условиях диагностическо-коррекционных групп детского сада.
Под её руководством защищено более 60 кандидатских и 7 докторских диссертаций.
Автор более 200 научных работ, в том числе 10 монографий.

## Избранные труды
- Ульенкова У. В. Индивидуально-типические особенности сферы субъективной активности в учебной деятельности шестилетних детей : Учеб. пособие к спецкурсу для студентов пед. фак. по спец. «Дошк. педагогика и психология». — Куйбышев: ПИ, 1984. — 98 с. — 1500 экз.
- Ульенкова У. В. О некоторых вопросах теории индивидуального подхода к детям с задержкой психического развития : Учеб. пособие. — Горький: Горьков. ГПИ, 1980. — 58 с. — 1000 экз.
- Ульенкова У. В. Психологические особенности дошкольников с задержкой психического развития и коррекционно-педагогическая работа с ними : Автореф. дис. ... д-ра психол. наук. — М., 1983. — 38 с.
- Ульенкова У. В. Шестилетние дети с задержкой психического развития. — М.: Педагогика, 1990. — 180 с. — 23 000 экз. — ISBN 5-7155-0246-2.
- Ульенкова У. В., Лебедева О. В. Организация и содержание специальной психологической помощи детям с проблемами в развитии : учебное пособие для студентов высших учебных заведений, обучающихся по специальностям: 031900 — Специальная психология, 032000 — Специальная дошкольная педагогика. — М.: Академия, 2002. — 174 с. — 30 000 экз. — ISBN 5-7695-0776-4.
- . — 2-е изд., испр. — М.: Академия, 2005. — 173 с. — 2000 экз. — ISBN 5-7695-1944-4.
- . — 3-е изд. — М.: Академия, 2007. — 173 с. — 1000 экз. — ISBN 978-5-7695-4289-3.
- . — 4-е изд. — М.: Академия, 2008. — 173 с. — 1000 экз. — ISBN 978-5-7695-5677-7.
- . — 5-е изд. — М.: Академия, 2011. — 173 с. — 1000 экз. — ISBN 978-5-7695-8301-8.

Список трудов приведен также на сайте.

## Награды и признание
- медаль «Ветеран труда»
- юбилейная медаль «50 лет Победы в Великой Отечественной войне 1941—1945 гг.»
- Заслуженный деятель науки Российской Федерации
- Отличник народного просвещения.